# Michael Harbauer
Michael Harbauer (* 1969 in Schlema) ist Direktor des Internationalen Filmfestivals für Kinder und junges Publikum SCHLINGEL.
Der Sohn des späteren SPD-Politikers Peter Harbauer wurde im erzgebirgischen Schlema geboren. Von 1990 bis 1995 war Harbauer Leiter der Filmothek des Landesfilmdienstes Sachsen in Chemnitz. 1996 übernahm er gemeinsam mit Sylvia Zimmermann den Aufbau des neugegründeten Internationalen Filmfestivals für Kinder und junges Publikum SCHLINGEL, das er leitet. Er ist ferner Geschäftsführer des Sächsischen Kinder- und Jugendfilmdienstes e.V.